# 国立民族学博物館 (オランダ)
国立民族学博物館（こくりつみんぞがくはくぶつかん、オランダ語: Rijksmuseum Volkenkunde）は、ライデン市にあるオランダ国立の民族学に関する博物館である。当館は2014年をもって、熱帯博物館（アムステルダム）とアフリカ博物館（ベルゲンダル）の合計3施設として、オランダ国立世界文化博物館の傘下に入った。

## ヨーロッパ初の民族学博物館
この機関は当初「日本博物館」（ラテン語: Museum Japonicum）と呼ばれていた。ヨーロッパではじめて、自然のものではなく人工物を蒐集の対象としており、そのようなコレクションが単なる好奇心の対象を超えたものになることを示す革新的な博物館であった。設置当初から、すくなくとも蒐集・科学的研究・大衆に向けた展示・教育的解説の四つの方針を据えていた。
1830年代初頭、フィリップ・フランツ・フォン・シーボルトはベルギーの革命にともなう政治的混乱を避け、そこよりおだやかであったライデン大学へと移った。その数年後、シーボルトの約5000点の日本に関するコレクションを中心に新しい博物館ができることになる。ライデンのシーボルト邸は公開され、日本で8年間かけて蒐集し、ヨーロッパに持ち帰ったその資料が展示されていた。のち、シーボルトが自身のコレクションをウィレム1世に寄贈したことが契機となり、王家のコレクションの一部として、ライデンに民族学に関する博物館を設置することとなる（オランダ語: Rijks Japansch Museum Von Siebold）。オランダ王家は、すでに1826年に#ヤン・コック・ブロンホフから、1832年に#ヨハン・フレデリク・ファン・オーフェルメール・フィッセルから収集品を買い入れ、日本に関する小規模なコレクションをハーグに置いていたが、王家コレクション管轄（オランダ語: Koninklijk Kabinet van Zeldzaamheden）の省庁が廃止となったとき、これらふたつのコレクションをライデンの博物館に移したところから、今日の国立博物館へと繋がったのである。
1843年、シーボルトはヨーロッパに対して、ライデンに作られたような民族学研究機関を作るよう書簡で促した。その文面で「殖民地を有するヨーロッパ国家にとって、[そのような機関を]設置する重要性は、支配される民族を理解し、あるいは大衆や市場において関心を引き出す役割を担わせることにある。これらすべてが貿易の成功に欠かせない条件となる」と述べている。
館名は1864年に民族誌博物館（オランダ語: Rijks Ethnographisch Museum）となって以降、1935年の改称で民族学博物館 (Rijksmuseum voor Volkenkunde)、その後は2005年に Museum Volkenkunde となり、2013年以降は Rijksmuseum Volkenkunde と表記されている。

## 収蔵資料

ライデン石板の表の線彫り。マヤ文明の神官が腰帯につけた権威の象徴とされる。（館蔵品、ヒスイ輝石、グアテマラ）

博物館は現在では日本以外のアジアほか、アフリカ・インドネシア・オセアニア・韓国・中国・南北アメリカに関する多くの資料を所蔵している。蒐集にあたって、世界の各文化の発展を描きだす資料を揃えるように努めてきた。そのような博物館の収蔵事業は、日本の鎖国下に唯一開かれていた長崎の出島で集めたものに基礎を置いている。

### ブロンホフ・コレクション
オランダ東インド会社（オランダ語: Vereenigde Oostindische Compagnie）のカピタン（オランダ語: Opperhoofd）として出島に1817年から1823年まで派遣されたヤン・コック・ブロンホフ は、特異な存在であった。幕府が西洋に対して鎖国をしたにもかかわらず、妻ティティアと息子を同行したからである。幕府は、この商館長を受け入れないという対処を示し、事態を収束させるためブロンホフは妻子を国に帰す。だがこのことから妻と1821年に死に別れることになり、在職中に民具などにまで蒐集のはばを拡げることになった。

### フィッセル・コレクション
ヨハン・フレデリク・ファン・オーフェルメール・フィッセル （オランダ語: Johannes Gerhard Frederik van Overmeer Fischer 1800年−1848年）は出島に着いた当初、使用人として働き、のちに「荷倉役」（オランダ語: pakhuismeester）に昇進した。日本にいるあいだ、フィッセルは自由に日本文化に触れられたわけではなかったが、交友範囲の広さによって、ほかの人にはたいした価値のない「普通」の物品をあるていど集めることができた。それらは1829年、オランダにもたらされる。1833年、フィッセルは『日本風俗備考』（オランダ語: Bijdrage tot de kennis van het Japansche rijk）を出版する。これには幕府も注目し、幕府天文方の監修のもと杉田成卿らの手により、ハン・オフルメエル・ヒスセル著として全訳される。

### シーボルト・コレクション
ドイツ国籍のシーボルトは「山オランダ人」とごまかして日本に入国すると、蘭医として長崎で1823年から29年にかけて働き、長崎の日本人も診療し、その対価として患者から文物や工芸品を贈られた。ヨーロッパでは、その贈り主たちには想像もつかない学術的注目を集めることとなる。それら日用品には、江戸時代後期の日本で家事に用いた品や木版画、家財道具類が含まれ、シーボルトの民族学コレクションの基盤となる。さらなる情報をもとに、シーボルトは『日本』(Nippon) を刊行した。また職業上の関心から、日本の伝統医療で用いた器具も集めた。2005年から、シーボルト旧宅のひとつをシーボルトハウスとして博物館を設け、コレクションの一部を移管して展示をはじめた。

### ライデンの石板
マヤ文明の遺物として「ライデンの石板」と呼ばれる著名な収蔵品がある。歴史学上、重要な意味を持つ資料で、神官の帯の装飾とされる。またグアテマラのケツァル紙幣の裏面は、この資料に基づくデザインである。

## 主な出版物
- Jan van Alphen (1993). Korea : keramiek 、Mark De Fraeye（写真） 、Chung Yang-Mo（監修）。アントワープ : Stad Antwerpen、ライデン : Rijksmuseum voor Volkenkunde、ヘント : Snoeck-Ducaju、 1993年。ISBN 905349054X。オランダ語。  「朝鮮半島の陶磁器」展示図録。1993年3月-6月、国立民族誌博物館（アントワープ）、 同年6月-8月当館。
- 『長崎大万華鏡 : 近世日蘭交流の華長崎 : 開館記念特別展 : 長崎歴史文化博物館・ライデン国立民族学博物館共同企画』長崎歴史文化博物館、ライデン国立民族学博物館（共編）、2005年。全国書誌番号:20978454。会期・会場: 2005年11月-2006年1月、長崎歴史文化博物館。

## ギャラリー

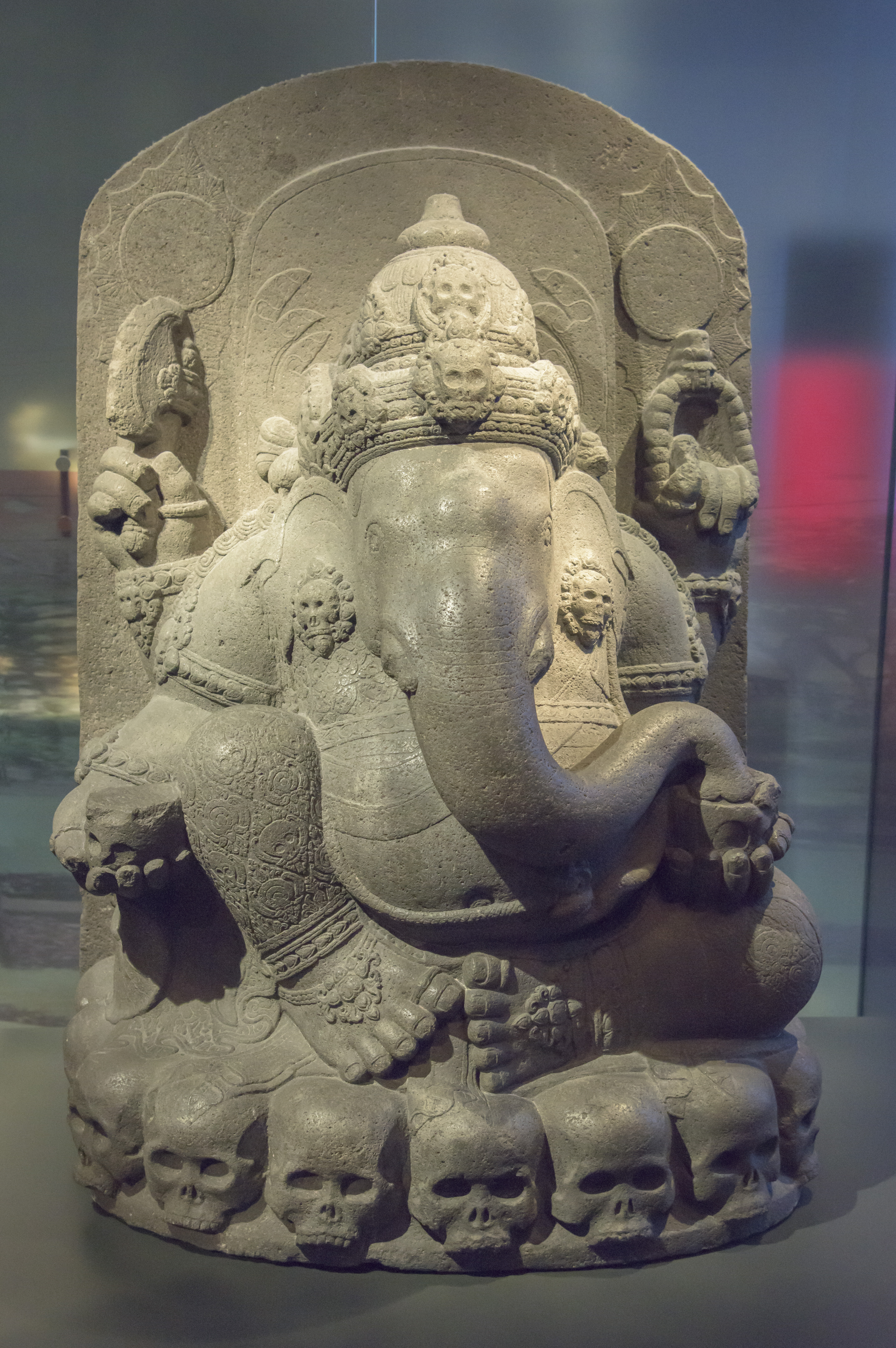
骸骨の輪の中に座るガネーシャ像（石像）
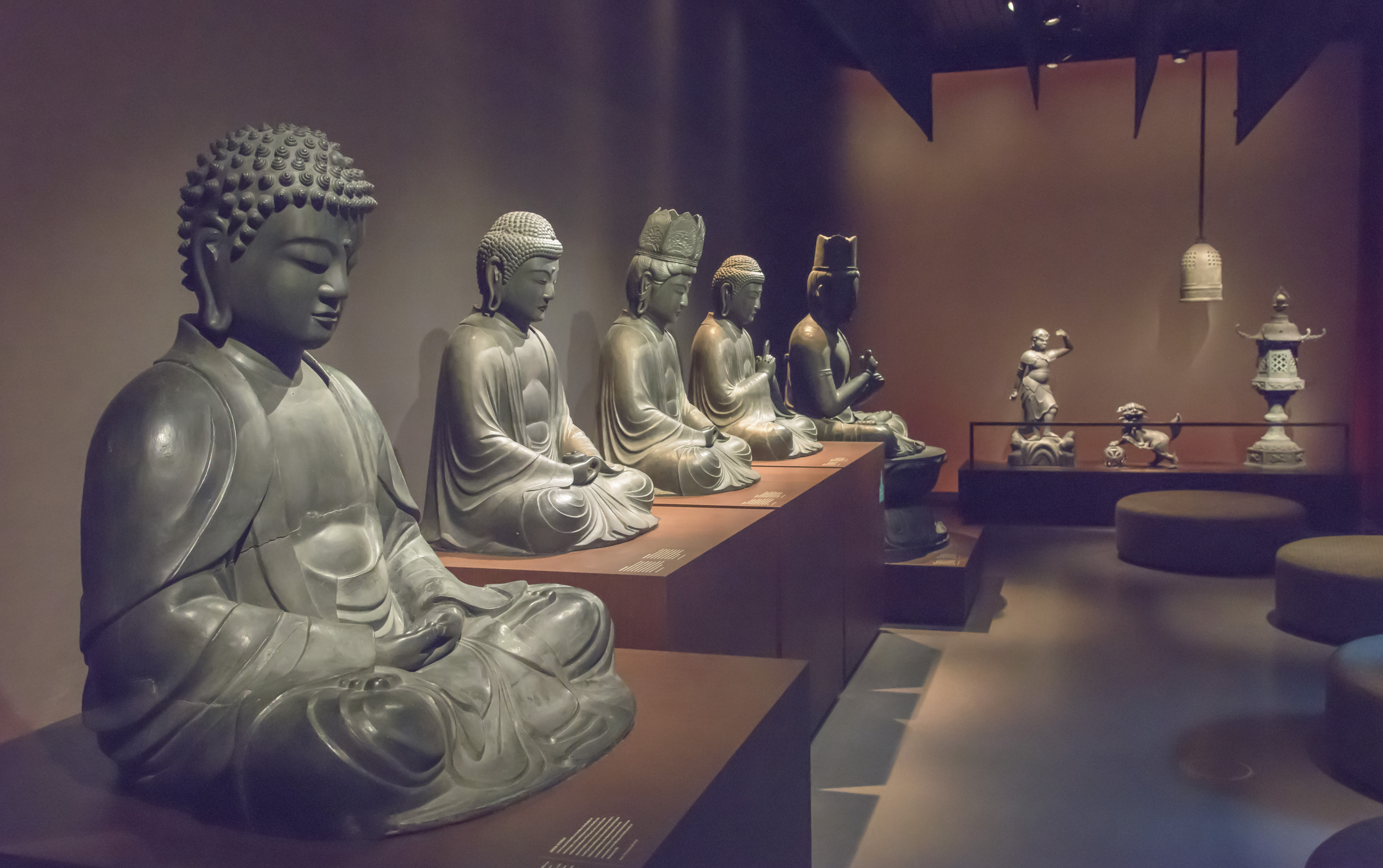
仏像群。1883年のアムステルダム国際植民地物産展で購入（日本）。
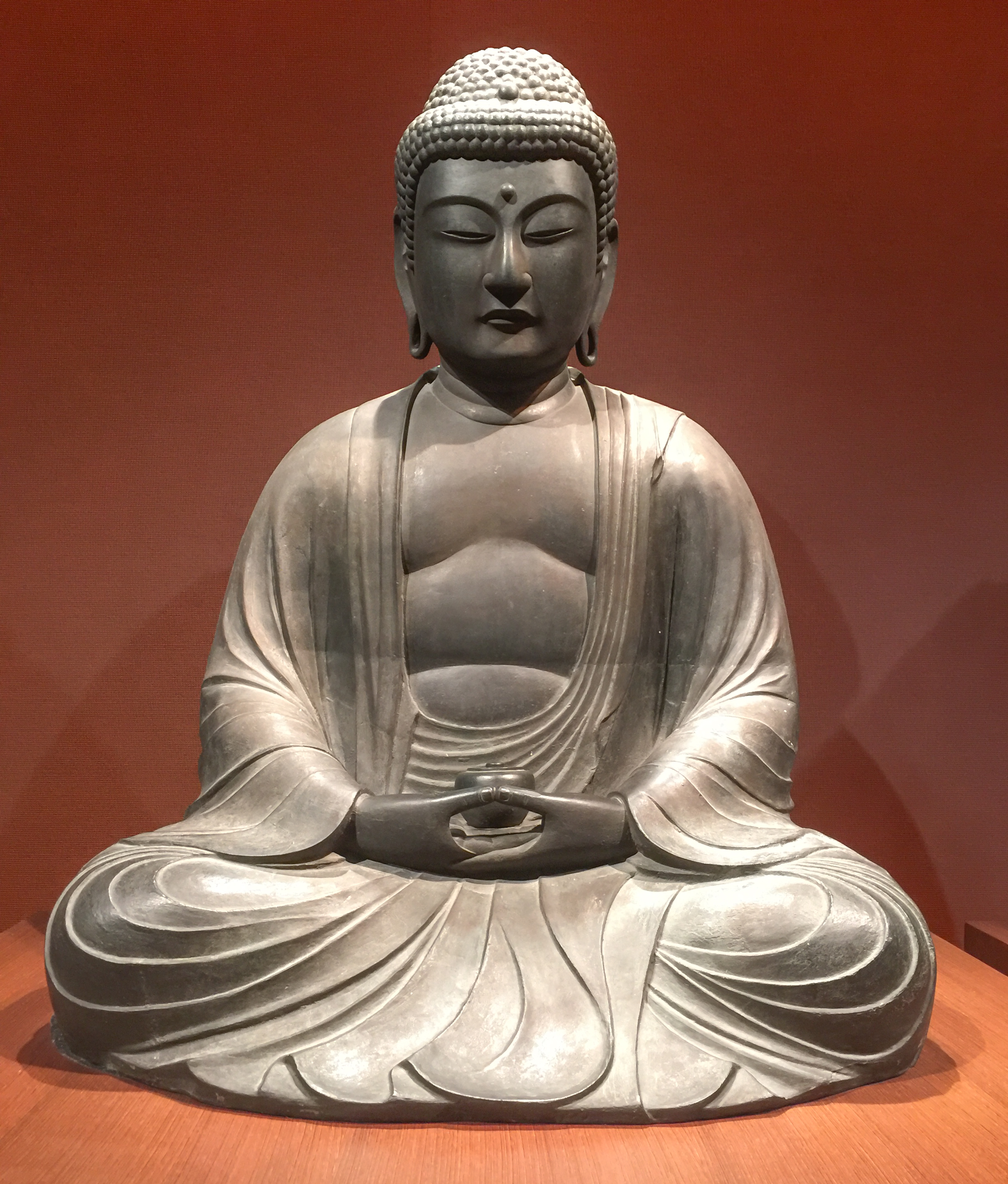
薬師三尊像より如来 - 脇侍2体とも増上寺の徳川家墓苑に由来するという。（日本）
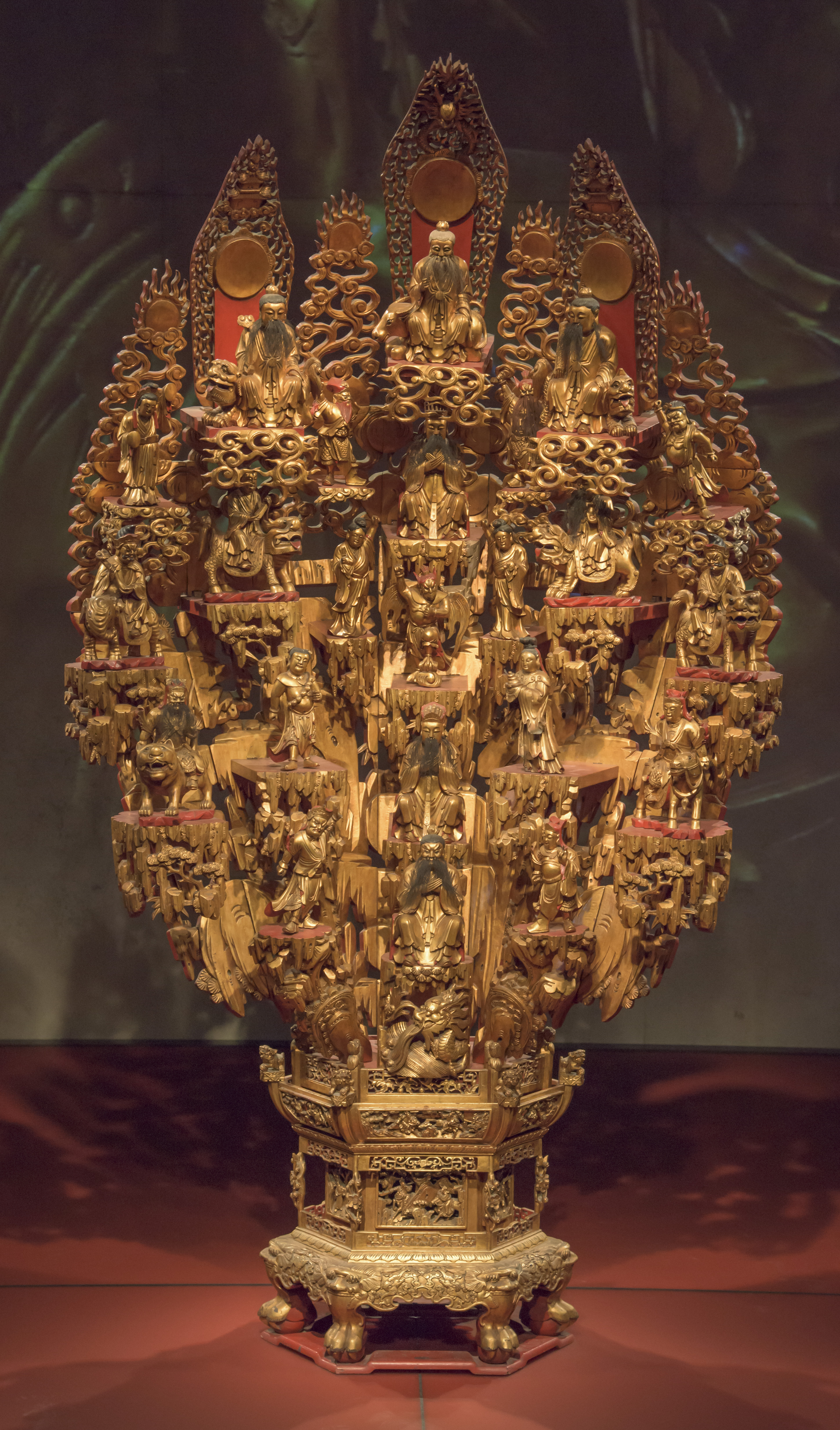
不老不死の山「須弥山」（しゅみせん、中国）
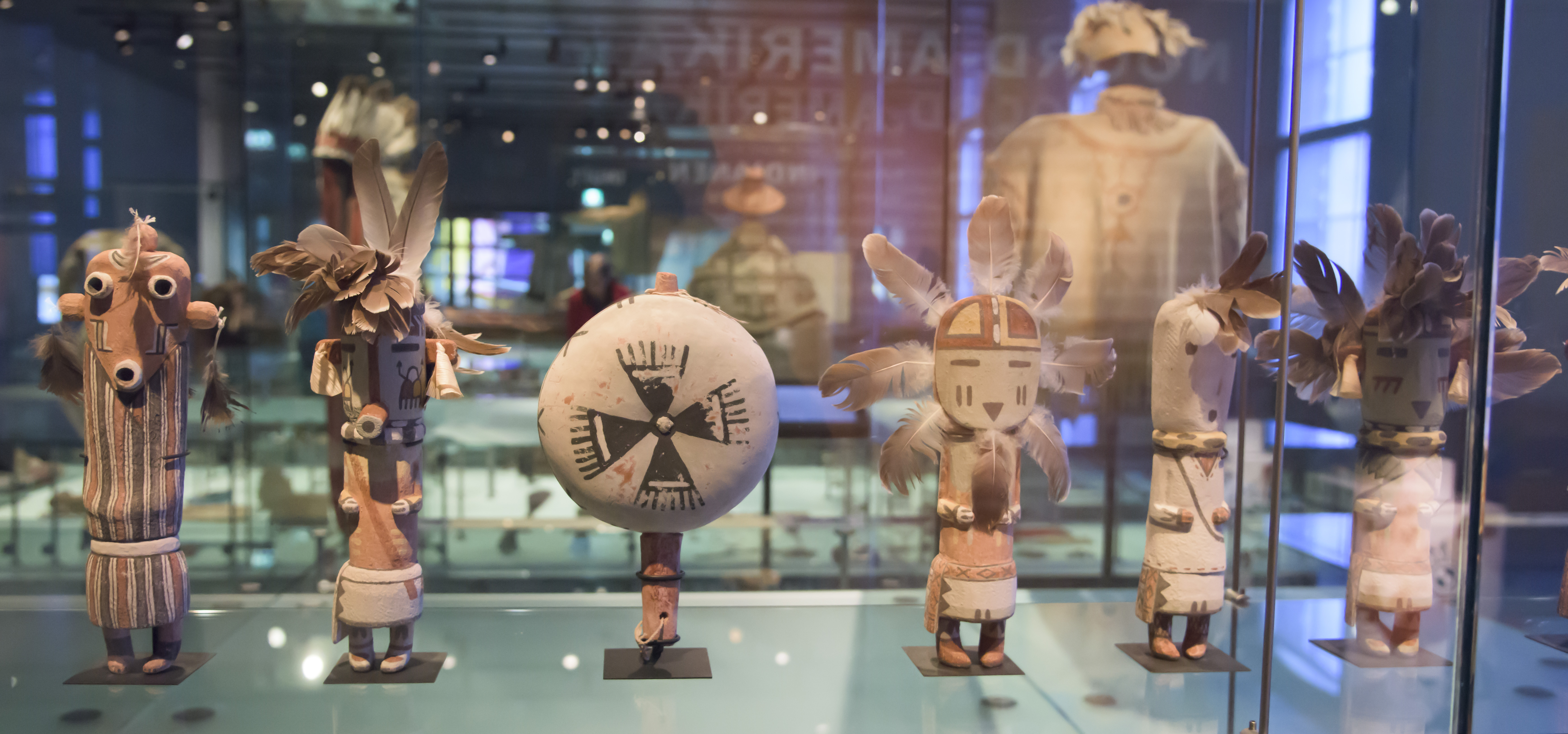
プエブロのカチナ像（アメリカ南西部）
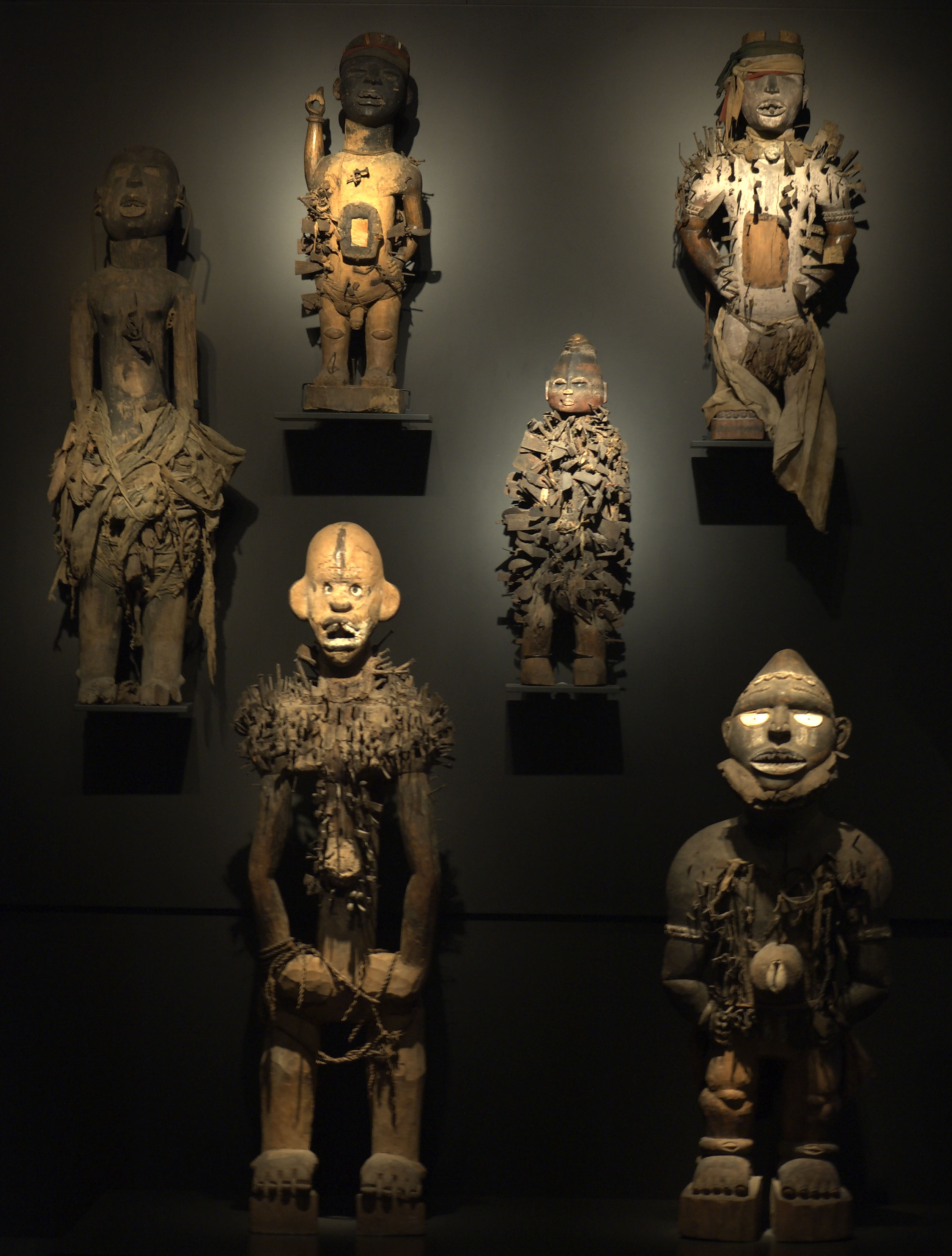
ンコンディ像（英語版、マンガーカ族、中央アフリカ。1880年-1900年頃）
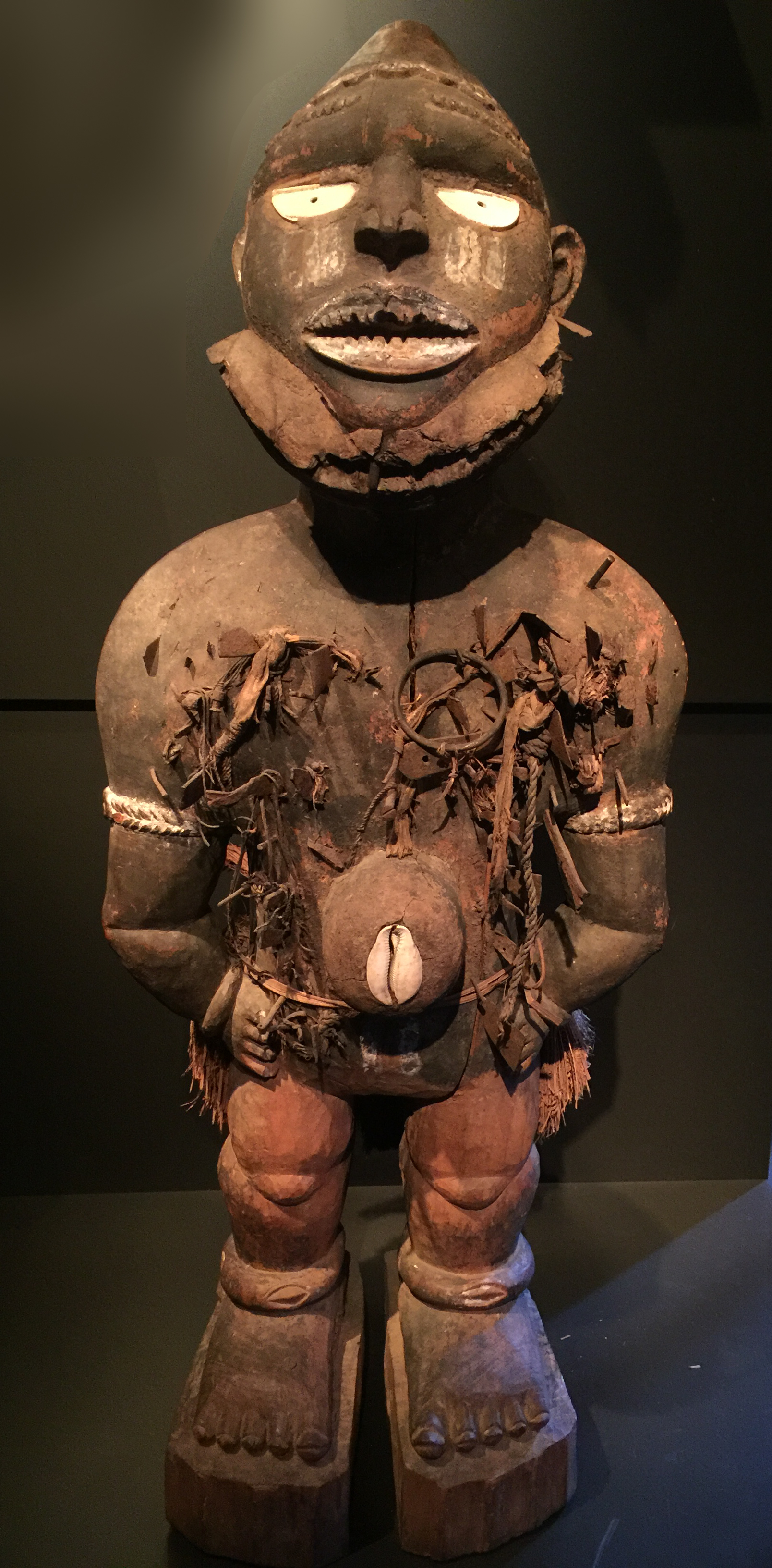
ンコンディ像
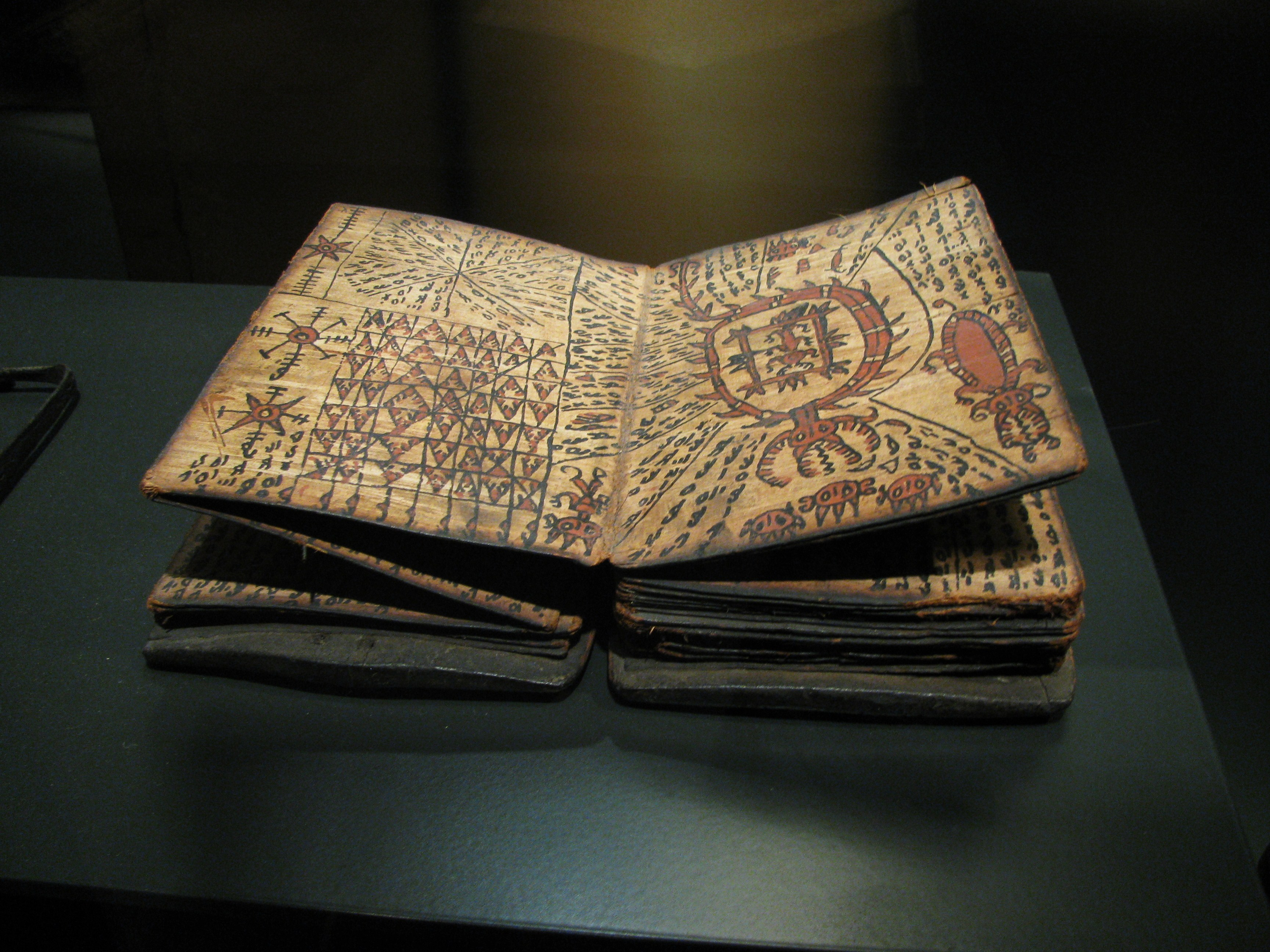
「魔術師の書」（英語版）（ジャワ更紗、インドネシア）
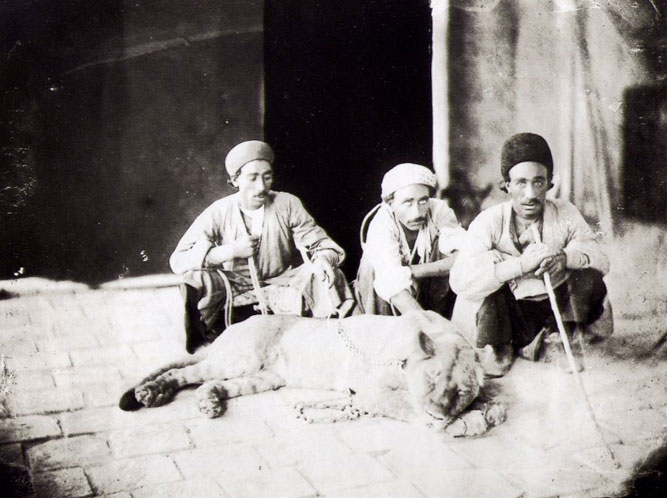
生きたライオンを連れたイラン人たち。（アントワン・セヴルギン（英語版） 撮影、1830年代–1933年頃）